# چرخاندن گونه دیگر

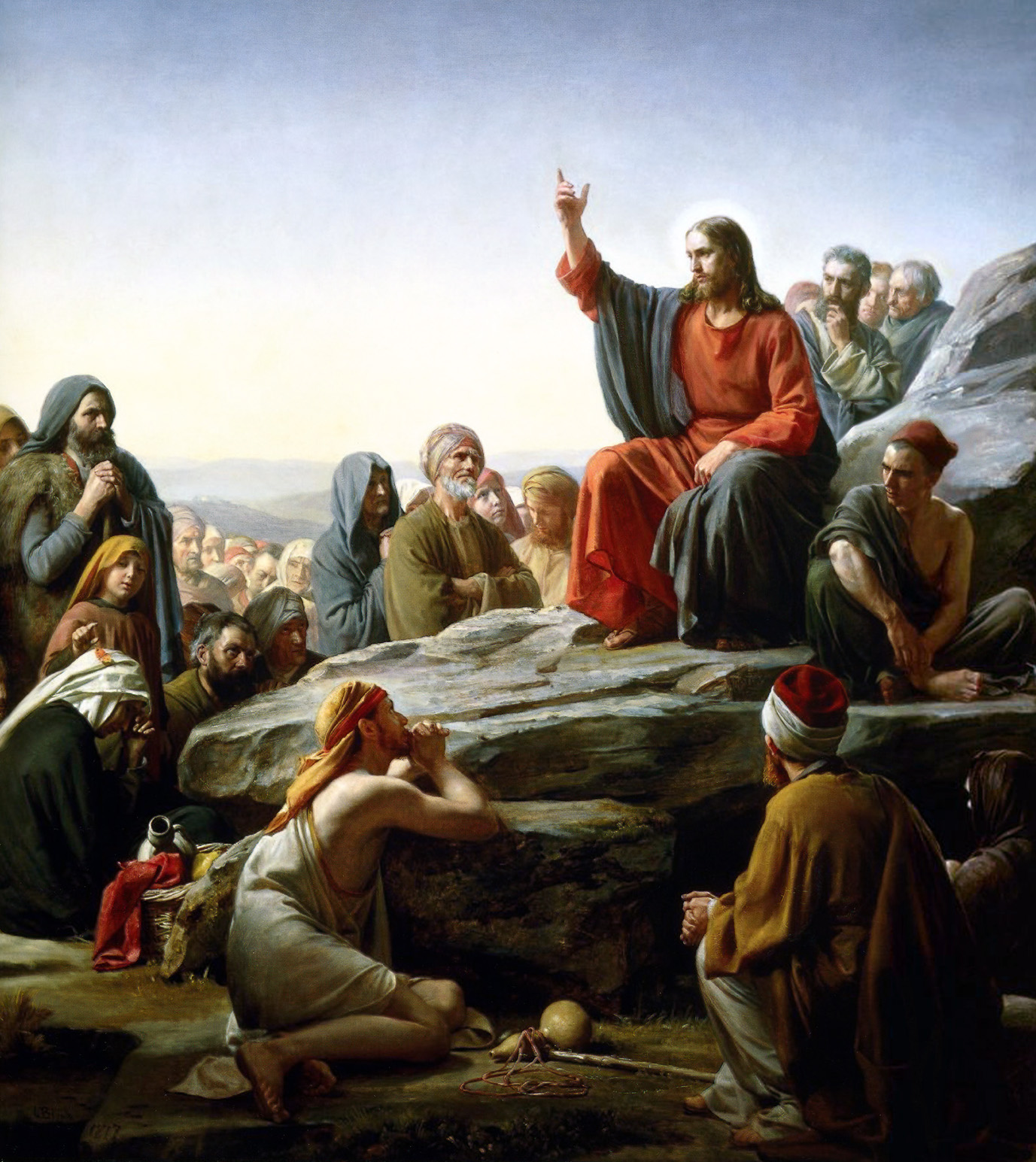
عیسی چرخاندن گونه دیگر را در طول موعظه روی کوه آموزش داد.

چرخاندن گونه دیگر (انگلیسی: Turning the other cheek) عبارتی است در الهیات مسیحی از موعظه سر کوه که به پاسخ دادن به توهین بدون پاسخ اشاره دارد. این قطعه به گونه‌های مختلف به‌عنوان پذیرش وضعیت مخمصه، فرمان دادن به عدم مقاومت یا حمایت از صلح‌طلبی مسیحی تفسیر می‌شود.

## مراجع کتاب مقدس

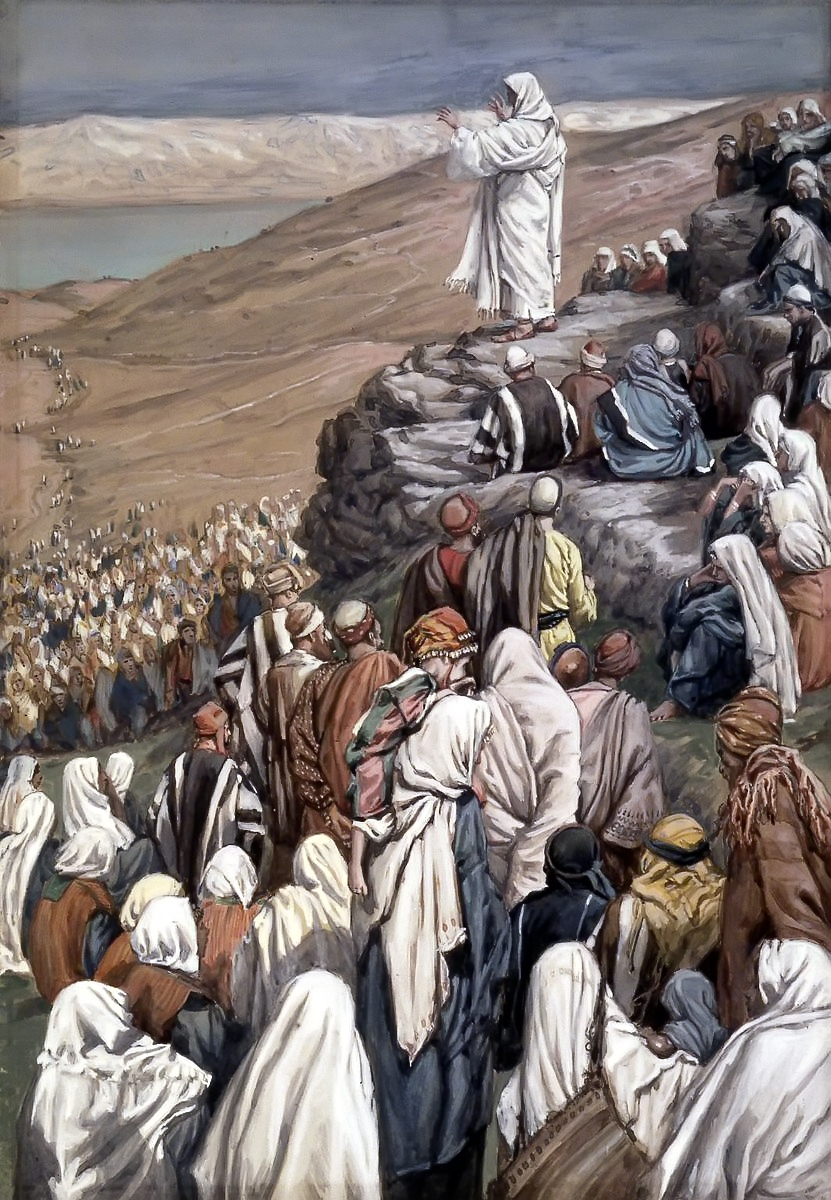
تصویری از موعظه سرکوه ، عبارتی که از عهد عتیق گرفته شده است.

این عبارت از موعظه سر کوه در عهد جدید گرفته شده‌است. در انجیل متی باب ۵، جایگزینی برای «چشم در برابر چشم» توسط عیسی ارائه شده‌است:
۳۸ شنیده‌اید که گفته شده‌است: «چشم در برابر چشم و دندان در مقابل دندان». ۳۹ اما من به شما می‌گویم، در برابر شریر مقاومت نکنید. اما اگر کسی به گونه راست شما سیلی زد، دیگری را نیز به او بازگردانید. ۴۰ و اگر کسی از تو شکایت کرد و لباس تو را گرفت، عبای تو را نیز به او بده. ۴۱ و اگر کسی شما را مجبور کرد که یک مایل بروید، با او دو مایل بروید. ۴۲ به کسی که از تو طلب می‌کند، بده و از کسی که از تو قرض می‌گیرد، امتناع مکن.
— عیسی مسیح، نسخه استاندارد انگلیسی (متی ۵:۳۸–۴۲)
در خطبه در دشت در انجیل لوقا فصل ۶، به عنوان بخشی از فرمان او به «دشمنان خود را دوست بدارید»، عیسی می‌گوید:
 27اما من به شما که می‌شنوید می گویم، دشمنان خود را دوست بدارید، به کسانی که از شما متنفرند نیکی کنید، 28 بر کسانی که شما را نفرین می‌کنند، دعا کنید برای کسانی که شما را آزار می‌دهند. 29به کسی که بر گونه‌ات می‌زند، دیگری را نیز تقدیم کن و از کسی که خرقه تو را می‌گیرد، روپوشت را نیز دریغ مکن. 30به هر کسی که از شما گدایی می‌کند، بدهید و از کسی که کالای شما را می‌برد، آن را پس نگیرید. 31و همان‌طور که دوست دارید دیگران با شما رفتار کنند، با آنها چنین کنید.— عیسی مسیح، نسخه استاندارد انگلیسی (لوقا ۶:۲۷–۳۱)